# Netelia latro
Netelia latro är en stekelart som först beskrevs av Holmgren 1868.  Netelia latro ingår i släktet Netelia och familjen brokparasitsteklar. Utöver nominatformen finns också underarten N. l. barnardi.